# Sahib Singh Sokhey
Sahib Singh Sokhey (Amritsar, 15 december 1887 – New Delhi, 23 oktober 1971) was een Indiase medische wetenschapper, senior officer van de Indian Medical Service, die van 3 april 1952 tot 2 april 1956 ook lid was van de Rajya Sabha, het hogerhuis van het parlement van India.

## Biografie
Sahib Singh Sokhey studeerde in Punjab (India) en Edinburgh (Schotland). In de Eerste Wereldoorlog was hij van 1915 tot 1918 legerarts. Hij deed dankzij een Rockefeller travelling fellowship in 1925 onderzoek aan instituten in de Harvard Medical School (Verenigde Staten), Toronto (Canada) en Cambridge (Engeland).
Dr. Sokhey was van 1925 tot 1950 als onderzoeker en docent verbonden aan het Haffkine Institute in Bombay. Na 1932 was hij daar directeur. Als directeur heeft hij ooit het toen nog een monster van het peperdure penicilline uit een Zwitsers laboratorium gestolen en beschikbaar gemaakt in India en Rusland, wat de prijs van pennicilline heeft doen kelderen en vele mensenlevens heeft gered.
Hij was vanaf de oprichting in 1934 lid (founding fellow) van de Indiase Academie van Wetenschappen. Hij was vicevoorzitter van het bestuur van het National Institut of Sciences of India. Van 1953 tot 1958 was hij president van een bond van wetenschappers, de Association of Scientific Workers of India. Verder was hij voorzitter van de Association of Microbiologists of India.
Hij was in 1952 een van de twaalf door de president van India genomineerd personen die vanwege bijzondere kennis of praktische ervaring op gebieden zoals literatuur, wetenschap, kunst en de sociale sector werden uitverkoren voor het Indiase Hogerhuis. Die door de president voorgedragen leden krijgen vier jaar zitting in de 250 leden tellende Rajya Sabha.
Sokhey was  van 1938 tot 1948 voorzitter van de subcommissie National Health (Sokhey committee) van het National Planning Committee dat in 1948 onder moeilijke omstandigheden een rapport uitbracht met adviezen over armoedebestrijding en betere hygiëne, voeding en gezondheidszorg.
Sahib Singh Sokhey was van 1950 tot 1952 adjunct-directeur-generaal van de World Health Organization van de Verenigde Naties.
Sahib Singh Sokhey was een prominent lid van de vredesbeweging die zich na de oorlog tegen de tegen kernwapenwedloop verzette. Hij was vicepresident van de All-India Peace Council en lid van de Wereldvredesraad. Hij was lid van de Indiase delegatie van de Vredesconferentie in 1953 in Boedapest en in 1955 in Helsinki.
OP 1 januari 1946 werd toenmalig luitenant-kolonel Sahib Singh Sokhey geridderd door de koning van het Verenigd Koninkrijk.
Op 15 november 1953 kreeg toenmalig majoor-generaal Sir Sahib Singh Sokhey de Stalin Vredesprijs van de regering van de Sovjet-Unie.
Te zijner eer heeft de Indian Council of Medical Research in 1988 de Major General Sahib Singh Sokhey Award for Communicable Diseases ingesteld en het Haffkine-instituut in 1999 een Major General Sir Sahib Singh Sokhey Memorial Oration Award.
Sahib Sibgh Sokhey was getrouwd met Lila (of Leila) Roy (1899-1947), een danseres bekend onder de naam Menaka.

## Publicaties
Een selectie van zijn publicaties geeft een indruk van zijn werkgebied: 
- S.S. Sokhey, Allan F.N., The Relationship of Phosphates to Carbohydrate Metabolism: Time Relationship of the Changes in Phosphate Excretion caused by Insulin and Sugar , Biochem J. 1924 18(5) 1170-84.
- C. H. Fiske, S. S. Sokhey. Ammonia and Fixed Base Excretion After the Administration of Acid by Various Paths. Journal of Biological Chemistry 63.2 (1925): 309-329.
- S.S. Sokhey, H. Maurice. Sur une methode biologique de standardisation des vaccins antipesteux et sur le pouvoir de protection relatif de quelques vaccins antipesteux mesure par cette methode. Bull. Off. Int. Hyg 27 (1935) p 1534-1541.
- S.S. Sokhey, The Relation of Research to Teaching in Medical Schools, in Current science, januari 1934.
- S.S. Sokhey, Experimental studies in plague. The Indian Journal of Medical Research 27 (1936) p. 321.
- A.K. Hazra, d.C. Lahiri, S.S. Sokhey, On the standardisation of Haffkine Institute polyvalent anti-snake-venom serum against the venoms of the four common Indian snakes (cobra, common krait, Russell's viper and sawscaled viper), Health Organ Bull. 1945-1946 12(3) p. 384-9.
- S.S. Sokhey, S. S., en P.M. Wagle, Sulfonamides and Antibiotics in the Treatment of Plague, Proceedings of the Fourth International Cong. on Trop. Med. and Malaria. U. S. Gov't Print. Office 1, 1948 p. 276-282.
- S.S.Sokhey, M.K. Habbu, K.H.Bharucha, Hydrolysate of casein for the preparation of plague and cholera vaccines, Bull World Health Organ. 1950 3(1) p 25-31.
- S.S Sokhey, Therapeutic substances in their international aspects, Br Med J. 1950 May 6 ;1(4661) p 1037-44, e-tekst.
- S.S. Sokhey, The drug monopoly: patents make it possible, J Indian Med Assoc. Apr 1962, p 354-7.
- Manufacture of Modern Drugs Forging Ahead But Menaced by Patent Laws, The economic weekly, februari 1962, p 235-241, e-tekst.

- International Standard Name Identifier: 0000 0000 5641 7092
- Library of Congress Control Number: n2014185621
- Nationale Bibliotheek van Tsjechië: nlk20000087448
- Virtual International Authority File: 84803197
- WorldCat: E39PBJrKTgb6cPKqVPkcRjxv73